# Muggsy Spanier
Muggsy Spanier fue un cornetista y trompetista estadounidense de jazz tradicional, nacido en Chicago, el 9 de noviembre de 1906, y fallecido en Sausalito (California), el 12 de febrero de 1967.

## Historial
Siendo adolescente, toca con las bandas de Elmer Schoebel y Charlie Pierce, entre otras de su ciudad natal. Ya con 18 años, en 1924, comienza a grabar discos como líder de su propio grupo, los Bucktown Five. En 1938, se incorpora a la orquesta de Ray Miller, con quien actúa en radios y grabas varios discos. Ted Lewis, un director de orquesta de baile muy famoso en la época, lo contrata durante siete años, hasta 1936. Con la banda de Lewis, graba discos, realiza giras incluso por Europa y participa en un cortometraje.
Entre 1936 y 1938, toca con Ben Pollack y, después, forma su propio grupo, The Ragtime Band, una de las bandas más decisivas en el revival del dixieland de los años 1940. En los años 1950 y comienzos de los 60, vuelve a tocar con Bob Crosby y Ted Lewis, y mantiene en activo su grupo (en ocasiones, con formato de big band), tocando además frecuentemente con el pianista Earl Hines.
Spanier fue, como instrumentista, un aventajado alumno de King Oliver y Louis Armstrong, con un estilo muy negro, especialmente con la sordina, y representante principal del llamado Estilo Chicago.